# 올림픽 방글라데시 선수단
방글라데시는 1984년 로스앤젤레스 올림픽에 처음 참가한 이래 하계 올림픽의 매 대회에 출전하고 있다. 과거에는 1900년부터 1936년 대회까지 인도 제국 선수단으로, 1948년부터 1968년 대회까지 파키스탄 선수단으로 출전하였다.
현재까지 메달 획득 기록은 없으며 동계 올림픽 대회에도 참가하고 있지 않다. 방글라데시는 인구 1억 7천만 명을 자랑하는 국가이지만, 올림픽 메달을 한번도 획득하지 못한 국가 가운데 세계에서 가장 인구가 많은 국가이기도 하다. 2008년 방글라데시 올림픽 협회장인 왈리 울라 (Wali Ullah)는 방글라데시의 가난한 경제와 대대적인 부패 문제가 국제 스포츠 대회에서의 부진으로 이어진다고 지적했다.
2016년 리우데자네이루 올림픽에서는 역대 최고 규모인 7명의 선수를 파견하였으며 시디쿠르 라만 선수는 방글라데시의 골프 선수로는 처음으로 올림픽 무대에 나서게 되었다. 나머지 종목의 선수들은 와일드카드 자격으로 출전하였다.

## 메달 기록

### 하계 올림픽
| 대회                  | 선수                    | 금메달                  | 은메달                  | 동메                    | 총합                    | 순위                    |
| 1900년~1936년         | 인도 제국으로 출전      | 인도 제국으로 출전      | 인도 제국으로 출전      | 인도 제국으로 출전      | 인도 제국으로 출전      | 인도 제국으로 출전      |
| 1948년~1968년         | 파키스탄 (PAK)으로 출전 | 파키스탄 (PAK)으로 출전 | 파키스탄 (PAK)으로 출전 | 파키스탄 (PAK)으로 출전 | 파키스탄 (PAK)으로 출전 | 파키스탄 (PAK)으로 출전 |
| 1972년 뮌헨           | 불참                    | 불참                    | 불참                    | 불참                    | 불참                    | 불참                    |
| 1976년 몬트리올       | 불참                    | 불참                    | 불참                    | 불참                    | 불참                    | 불참                    |
| 1980년 모스크바       | 불참                    | 불참                    | 불참                    | 불참                    | 불참                    | 불참                    |
| 1984년 로스앤젤레스   | 1                       | 0                       | 0                       | 0                       | 0                       | –                       |
| 1988년 서울           | 6                       | 0                       | 0                       | 0                       | 0                       | –                       |
| 1992년 바르셀로나     | 6                       | 0                       | 0                       | 0                       | 0                       | –                       |
| 1996년 애틀랜타       | 4                       | 0                       | 0                       | 0                       | 0                       | –                       |
| 2000년 시드니         | 5                       | 0                       | 0                       | 0                       | 0                       | –                       |
| 2004년 아테네         | 4                       | 0                       | 0                       | 0                       | 0                       | –                       |
| 2008년 베이징         | 5                       | 0                       | 0                       | 0                       | 0                       | –                       |
| 2012년 런던           | 5                       | 0                       | 0                       | 0                       | 0                       | –                       |
| 2016년 리우데자네이루 | 7                       | 0                       | 0                       | 0                       | 0                       | –                       |
| 2020년 도쿄           | 6                       | 0                       | 0                       | 0                       | 0                       | –                       |
| 2024년 파리           | 개최 예정               |                         |                         |                         |                         |                         |
| 2028년 로스앤젤레스   | 개최 예정               |                         |                         |                         |                         |                         |
| 2032년 브리즈번       | 개최 예정               |                         |                         |                         |                         |                         |
| 총합                  | 총합                    | 0                       | 0                       | 0                       | 0                       | –                       |

## 같이 보기
- 방글라데시의 올림픽 기수 목록
- 패럴림픽 방글라데시 선수단
- 아시안 게임 방글라데시 선수단
- 동남아시아 경기대회 방글라데시 선수단